# 假紫珠
假紫珠（学名：Tsoongia axillariflora）为马鞭草科假紫珠属下的一个种。